# Lista de personagens do Universo Estendido DC
O Universo Estendido DC (em inglês: DC Extended Universe; DCEU) é uma franquia cinematográfica estadunidense que abrange um universo fictício compartilhado entre diversos filmes de super-heróis. Os títulos deste universo cinematográfico abordam tramas centradas nos personagens das revistas em quadrinhos da DC Comics e são distribuídos pela Warner Bros., uma das principais companhias do cinema norte-americano. 
A linha narrativa do Universo Estendido DC teve início com o filme Man of Steel (2013), que aborda aspectos do universo fictício do personagem Superman, e foi expandido sequencialmente incluindo os personagens Batman, Mulher Maravilha, Capitão Marvel e os Jovens Titãs, dentre outros. Ao longo de mais de uma dezena de filmes, a narrativa passou a englobar grupos de heróis como as Aves de Rapina, Esquadrão Suicida e a Liga da Justiça propriamente dita. O universo compartilhado, muito semelhante ao Universo DC das publicações originais em quadrinhos, foi construído como um crossover de elementos comuns da trama, cenários, elenco e os próprios personagens, estabelecendo um "multiverso" que pretende-se servir de elo à futura franquia Universo DC.

## Personagens principais
O Universo Estendido DC concentra-se principalmente em personagens de super-heróis, especialmente aqueles que eventualmente formariam o grupo fictício Liga da Justiça. Paralelamente à narrativa de formação e os conflitos internos enfrentados por este grupo principal, os filmes do DCEU abordam tramas que envolvem anti-heróis como Pistoleiro, Arlequina, Pacificador e Adão Negro. A franquia havia sido concebida no mesmo formato de produção do Universo Cinematográfico Marvel, com filmes individuais interconectados e uma linha cronológica flexível. No entanto, o fracasso comercial e a recepção mista e negativa recebidos pelo filme Justice League (2017) levaram a Warner Bros. a reformular a franquia e investir na produção de filmes centrados em personagens individuais.

## Antagonistas
| Personagem | Ator            | Aparições   | Aparições  | Aparições |  |
| Personagem | Ator            | Antagonista | Recorrente | Convidado |  |
| --- | --------------- | ----------- | ---------- | --------- |  |
| |                 |             |            |           |  |
| Lex Luthor | Jesse Eisenberg | Sim         | –          | –         |  |
| Alexander "Lex" Luthor Jr. é um investidor multibilionário e presidente da LexCorp. Embora demonstre uma personalidade nerd e hiperativa em público, Luthor esconde um lado diabólico e intrigante obcecada com a ideia de aniquilar Superman. Luthor manipula vários eventos em Batman v Superman (2016) - incluindo a luta em Nairomi e o eventual bombardeio do Capitólio dos Estados Unidos - para manchar a imagem pública do herói. Além disso, Luthor é o arquiteto da rivalidade entre Superman e Batman e da desconfiança do Senado para com os Kryptonianos. Posteriormente, Luthor é preso e enviado para o Asilo Arkham, onde celebra a suposta morte de Superman, que resulta na chegada das forças de Apokolips à Terra. Esta interpretação de Lex Luthor é visivelmente diferente daquela dos quadrinhos, bem como da interpretação do personagem por Gene Hackman na série de filmes Superman (1978-1987). Luthor também é caracterizado como um misoteísta, odiando a ideia de Deus ou outros seres divinizados como o próprio Superman. Eisenberg declarou ter se esforçado para distinguir sua visão do personagem daquela estabelecida anteriormente por Hackman e Kevin Spacey e também afirmou que seu personagem "vê Superman como uma ameaça genuína à humanidade ao invés de simplesmente alguém para ser combatido". Alguns críticos traçaram semelhanças entre a performance de Eisenberg como Luthor e sua atuação como Mark Zuckerberg em The Social Network. |                 |             |            |           |  |
| |                 |             |            |           |  |
| June Moone (A Feiticeira) | Cara Delevingne | Sim         | –          | –         |  |
| A Feiticeira é o espírito de uma bruxa que controla a arqueóloga June Moone após esta encontrar um totem que a abriga. Inicialmente, o espírito colabora com Amanda Waller e seu programa Força-Tarefa X, mas passa a agir em conta própria na tentativa de libertar seu irmão, Incubus, que controla o corpo de outro homem desconhecido. A Feiticeira tenta usar sua magia para construir uma superarma e dominar o mundo, mas Waller convoca uma nova Força-Tarefa X para derrotá-la. Durante o confronto final, a Feiticeira tenta hipnotizar a Força-Tarefa X prometendo conceder-lhes o que eles mais desejam. Enquanto Harley Quinn deseja reatar sua relação com o Coringa, El Diablo consegue romper com o feitiço e se liberta, sacrificando-se para destruir Incubus. O diretor de Suicide Squad, David Ayer, revelou que Feiticeira seria originalmente a antagonista coadjuvante do filme e estaria sob controle de Lobo da Estepe por meio da Caixa Materna, mas que esse elemento da trama foi removido durante a pré-produção. Lobo da Estepe foi então substituído por Incubus como o antagonista secundário, com a Feiticeira se tornando a antagonista principal. Ayer também revelou que a versão do diretor do filme, que ainda não foi lançada, mostra mais profundamente o relacionamento de June Moone com Rick Flag. |                 |             |            |           |  |
| |                 |             |            |           |  |
| General Erich Ludendorff | Danny Huston    | Sim         | –          | –         |  |
| Uma versão altamente romantizada do verdadeiro general alemão da Primeira Guerra Mundial, Erich Ludendorff é um estrategista pragmático e truculento que lidera o Exército Imperial Alemão durante os últimos dias da guerra. Ludendorff recruta a Doutora Veneno para criar uma variante mais mortal do gás mostarda na tentativa de mudar o rumo da batalha. Diana acredita que Ludendorff é Ares após de ouvir o relato de Steve Trevor sobre a guerra. Diana o confronta novamente enquanto ele se prepara para atacar Londres com uma dose maior do gás mostarda, vingando-se dele. Porém, a guerra não termina com sua morte e Sir Patrick Morgan se revela como sendo o deus da guerra. Huston descreveu sua versão de Ludendorff como um militar "pragmático, realista e patriótico que luta por seu país", explicando ainda que "ele perdeu seu filho na linha de frente alemã" e que, por isso, "acredita estar agindo para a melhoria da humanidade." Sobre seu personagem, Huston disse "Ludendorff acredita que a guerra é um ambiente natural para os humanos" e também afirma que "alguém como Ludendorff provavelmente pensaria que a ideia de que o amor conquista tudo é bastante um conceito ingênuo". |                 |             |            |           |  |
| |                 |             |            |           |  |
| Orm Marius | Patrick Wilson  | Sim         | –          | –         |  |
| Orm Marius é o segundo filho da Rainha Atlanna e meio-irmão materno de Arthur Curry. Com um forte desprezo pela raça humana, Orm pretende se tornar o Mestre do Oceano unindo os Sete Reinos dos Atlantes e eliminar a humanidade como vingança pela poluição dos mares. Orm também odeia Arthur por sua herança mista e nascimento ilegítimo, culpando-o pelo banimento de sua mãe de Atlântida. Após assumir o trono de Atlântida em Justice League e Aquaman, Orm se torna um líder arrogante e impiedoso que rejeita constantemente o conselho de Nuidis Vulko e Mera, optando por investir todos os recursos para travar a guerra com a humanidade. Wilson havia interpretado anteriormente Daniel Dreiberg / Coruja II no filme Watchmen (2009) e dublou o Presidente dos Estados Unidos em Batman v Superman: Dawn of Justice (2016), o que torna Aquaman sua terceira aparição em filmes da DC Comics. O papel de Orm na sequência Aquaman and the Lost Kingdom (2023) será retratado como "mais simpático", já que o presidente da DC Films, Walter Hamada, descreveu o filme como uma "comédia de amigos" entre Arthur e Orm. |                 |             |            |           |  |
| |                 |             |            |           |  |
| Doutor Thaddeus Sivana | Mark Strong     | Sim         | –          | –         |  |
| Thaddeus Sivana é um cientista e pesquisador que trabalha para as Indústrias Sivana, mas é frequentemente humilhado por seu pai e seu irmão mais velho. Sivana é convocado ainda criança pelo Mago Shazam que está em busca de "Um Campeão", mas é rejeitado por ser facilmente tentado pelos Sete Pecados Capitais. Em busca de vingança, Sivana dedica toda a sua vida buscando uma forma de acessar novamente a Rocha da Eternidade e retomar os poderes. Ao conseguir, Sivana liberta os Sete Pecados e inicia seu projeto de vingança, primeiramente contra sua família. Sivana localiza Billy Batson, que foi escolhido como o novo "Campeão" de Shazam, e passa a persegui-lo exigindo seus poderes. |                 |             |            |           |  |
| |                 |             |            |           |  |
| Roman Sionis (Máscara Negra) | Ewan McGregor   | Sim         | –          | –         |  |
| Roman Sionis é um implacável e poderoso mafioso de Gotham City, que opera secretamente através de sua boate "Black Mask Club". Sionis governa o império criminoso de Gotham com mãos de ferro e crueldade, tornando-se inimigo de Harley Quinn, Cassandra Cain e das Aves de Rapina. Pouco é conhecido sobre a origem de Roman, exceto que este é membro da influente Família Sionis, cujo nome está estampado em "cerca de metade das escolas e hospitais de Gotham". Pelo menos quinze anos antes dos acontecimentos de Birds of Prey, Sionis uniu-se a Victor Zsasz e financiou a ascensão do criminoso Stefano Galante ao poder, o que resulta no assassinato de toda a Família Bertinelli (com exceção de Helena Bertinelli, que conseguiu fugir). Desde então, Sionis lidera um império criminoso para si mesmo no East End de Gotham, unificando famílias criminosas e mantendo aqueles sob seu domínio fora da prisão. Considerado um narcisista absoluto e um psicopata homicida, Sionis também é altamente ambicioso, sádico e emocionalmente instável. Além disso, o personagem foi reinterpretado com traços evidentes de um pensamento misógino que manipula constantemente outros personagens do sexo feminino. |                 |             |            |           |  |

## Personagens por filme
Protagonistas
| MoS          |            |            |            |            |           |  |  | Principal |  |
| BvS          | Recorrente | Principal  | Principal  | Recorrente |           |  |  | Principal |  |
| SS           |            | Recorrente |            |            | Principal |  |  |           |  |
| WW           |            | Principal  |            |            |           |  |  |           |  |
| JL           | Principal  | Principal  | Principal  | Principal  | Principal |  |  |           |  |
| Aquaman      | Principal  |            |            |            |           |  |  |           |  |
| Shazam!      |            | Principal  | Recorrente |            |           |  |  |           |  |
| BoP          | Principal  |            |            |            |           |  |  |           |  |
| WW84         | Principal  |            |            |            |           |  |  |           |  |
| TSS          |            | Principal  |            |            |           |  |  |           |  |
| BA           |            | Recorrente | Principal  |            |           |  |  |           |  |
| Shazam! FotG | Principal  |            |            |            |           |  |  |           |  |
| TF           | Principal  | Principal  |            | Principal  |           |  |  |           |  |
| BB           |            |            | Principal  |            |           |  |  |           |  |
| Aquaman LK   | Principal  | Recorrente |            |            |           |  |  |           |  |

Antagonistas
| MoS          |            |            |           |  |  |  |  |  |  | Principal |
| BvS          | Principal  | Recorrente |           |  |  |  |  |  |  |           |
| SS           | Principal  |            |           |  |  |  |  |  |  |           |
| WW           | Principal  |            |           |  |  |  |  |  |  |           |
| JL           | Recorrente | Principal  |           |  |  |  |  |  |  |           |
| Aquaman      |            |            | Principal |  |  |  |  |  |  |           |
| Shazam!      |            | Principal  |           |  |  |  |  |  |  |           |
| BoP          | Principal  |            |           |  |  |  |  |  |  |           |
| WW84         |            |            |           |  |  |  |  |  |  |           |
| TSS          |            |            |           |  |  |  |  |  |  |           |
| BA           | Principal  |            |           |  |  |  |  |  |  |           |
| Shazam! FotG | Principal  |            |           |  |  |  |  |  |  |           |
| TF           |            | Recorrente |           |  |  |  |  |  |  |           |
| BB           | Principal  |            |           |  |  |  |  |  |  |           |
| Aquaman LK   |            | Principal  |           |  |  |  |  |  |  |           |